# Kyshawn George
Kyshawn Shanty Alonzo George (Aigle; 12 de diciembre de 2003) es un baloncestista con doble nacionalidad suiza y canadiense que pertenece a la plantilla de los Washington Wizards de la NBA. Con 2,03 metros de estatura, juega en la posición de alero.

## Trayectoria deportiva

### Primeros años
George nació en Suiza, pero en 2016 se trasladó a vivir a Francia tras fichar por las categorías inferiores del Élan Sportif Chalonnais. Allí jugó dos temporadas en el equipo espoirs del club, y finalmente en la temporada 2022-23 jugó con el primer equipo en la Pro B, la segunda categoría del baloncesto francés, donde promedió 2,9 puntos en los 16 partidos en los que intervino.

### Universidad
En abril de 2023 se comprometió a jugar con los Hurricanes de la Universidad de Miami, donde jugó una temporada en la que promedió 7,6 puntos, 3,0 rebotes y 2,2 asistencias por partido. Al término de la misma se declaró elegible para el Draft de la NBA, renunciando al resto de su elegibilidad universitaria.

#### Estadísticas
| Año     | Equipo | PJ | PT | MPP  | %TC  | %3P  | %TL  | RPP | APP | ROB | TPP | PPP |
| ------- | ------ | -- | -- | ---- | ---- | ---- | ---- | --- | --- | --- | --- | --- |
| 2023–24 | Miami  | 31 | 16 | 23.0 | .426 | .408 | .778 | 3.0 | 2.2 | .9  | .4  | 7.6 |
| Total   | Total  | 31 | 16 | 23.0 | .426 | .408 | .778 | 3.0 | 2.2 | .9  | .4  | 7.6 |

### Profesional
El 26 de junio fue elegido en la vigésimo cuarta posición del Draft de la NBA de 2024 por los New York Knicks, pero esa misma noche era enviado a los Washington Wizards a cambio de las elecciones 26 y 51 del draft. El 6 de junio firmó su contrato con los Wizards.
Anotó su triple número 100 en su 59.º partido, lo que lo convierte en el novato de los Wizards que más rápido ha alcanzado esa cifra. Anteriormente, Bradley Beal ostentaba ese récord con 100 triples en 60 partidos. También ostenta el récord de la franquicia de más partidos consecutivos con un triple anotado por un novato, con 31. El récord anterior lo ostentaba Corey Kispert, con 15.

## Estadísticas de su carrera en la NBA

### Temporada regular
| Año     | Equipo     | PJ | PT | MPP  | %TC  | %3P  | %TL  | RPP | APP | ROB | TPP | PPP |
| ------- | ---------- | -- | -- | ---- | ---- | ---- | ---- | --- | --- | --- | --- | --- |
| 2024-25 | Washington | 68 | 38 | 26.5 | .372 | .322 | .753 | 4.2 | 2.5 | 1.0 | .7  | 8.7 |
| Total   | Total      | 68 | 38 | 26.5 | .372 | .322 | .753 | 4.2 | 2.5 | 1.0 | .7  | 8.7 |